# Caylusea latifolia
Caylusea latifolia är en resedaväxtart som beskrevs av Peter Geoffrey Taylor. Caylusea latifolia ingår i släktet Caylusea och familjen resedaväxter. Inga underarter finns listade i Catalogue of Life.